# Народноослободилачка војска Грчке
Народноослободилачка војска Грчке (грч. Εθνικός Λαϊκός Απελευθερωτικός Στρατός = „Народна ослободилачка армија“), познатија по свом акрониму ЕЛАС (од грч. ΕΛΑΣ), била је левичарска организација отпора против сила Осовина у Грчкој током Другог светског рата. Била је оружано крило ЕАМ-а, Народног фронта ослобођења. После ослобођења Грчке ЕЛАС се борила против снага Уједињеног Краљевства и грчке владе.
Према процени Вермахта, почетком 1944. године партизански покрет ЕЛАС имао је око 22.000 бораца. Њима су били супротстављени националисти из ЕДЕС-а, који су бројали око 8.000 бораца, али добро наоружани и организовани.

## Настанак ЕЛАС-а
План нацистичке Њемачке за напад на СССР, Барбароса (22. април 1941), укључивао је пре самог напада, обезбеђење десног крила напада. У ту сврху нападнута је прво тадашња Краљевина Југославија, а одмах након тога и Краљевина Грчка, чији је већи део и поред британских војних снага, врло брзо окупиран у Априлском рату. Одмах након Битке за Крит, и немачке окупације острва (1. јун 1941) Комунистичка партија Грчке у складу са тадашњом политиком Коминтерне, позвала је народ на отпор и тако била једна од првих која је то урадила. У истом тренутку основана је и масовна политичка организација ЕАМ, (Национални ослободилачки фронт) као јединствена политичка организација, лево, али и центристички оријентисаних политичких организација и бројних малих неполитичких организација које су за циљ имале отпор силама Осовине.
ЕЛАС је почео са војним акцијама против немачких и италијанских окупационих снага 7. јуна, 1942. године. Арис Велокиотис (један од вођа ЕЛАС-а) са малом групом, од десетак партизана ушао је у село Домница у Префектури Евританија (централна Грчка) и изненађеним сељацима објавио да је отпочео рат против сила Осовина и њихових домаћих помагача.

## Снажење покрета
Убрзо после окупације, Грчка је за непријатеља постала подручје од знатне стратешке важности. Не само да је земља цеђена како би дала максимум локалних производа него су и њене луке, поготову Пиреј, коришћене колико за снабдевање непријатељских острвских ваздушних база у источном Медитерану, толико и да се војне потрепштине дотуре преко мора до северне Африке.

У јесен 1942, баш кад смо пробили линију код Ел Аламејна, срушен је вијадукт код Горгопотамоса и једини железнички пут до Атине пресечен је на шест критичних недеља, током којих непријатељ није био у могућности да користи Пиреј за ојачавање својих трупа у северној Африци тако малим резервама као што је већ био случај у јужној Грчкој. Широко распрострањене саботаже комуникација у јуну и јулу 1943. привремено су одсекле две немачке дивизије од главног фронта на Сицилији. То је знатно допринело свеукупном плану, успешном искрцавању и заузимању острва.— Бригадни генерал Мајерс, командант британске војне мисије у Грчкој, о утицају грчког покрета отпора на свеукупни ток рата
Једне септембарске ноћи 1942, мала група британских командоса из СОЕ (Special Operations Executive), спустила се падобранима близу планине Гиона у централној Грчкој. Групу је предводио бригадир Еди Мајерс, са задатком да дигну у ваздух један од три моста (Горгопотамос, Пападија, Асопос) на главној жељезничкој прузи. Планирано је да у акцији учествују и два главна ривалска домаћа покрета отпора ЕЛАС и ЕДЕС, због познавања терена. После детаљне анализе изабран је мост Горгопотамос, јер је његов поправак био необично тежак и сложен. Но за успех мисије било је важно и остварити контакт са грчким партизанима. ЕЛАС-ов партизански одред Димос Караливанос, је прва група са којом су Британци успоставили контакт. Крајем октобра, друга група британских командоса, спуштена је падобранима у грчке планине, вође те групе командоса били су; Темис Маринос и пуковник Кристофер Вудхаус. Њихов циљ био је пронаћи партизане ЕДЕС-а и њиховог вођу Наполеона Зерваса, који су политички били ближи британском штабу за Блиски исток у Александрији, они су успели ухватити контакт, а успели су и уверити обадва ривалска покрета да учествују у акцији. Треба рећи да су Британци нерадо прихватили сарадњу са ЕЛАС-ом који је био про-комунистички покрет, али им је био потребан јер је био боље организован и имао више бораца.
Након тог су се 14. новембра у селу Винијани (Префектура Евританија), прикупиле снаге за акцију; 12 британских диверзаната, ЕЛАС-ови борци (њих око 150) и ЕДЕС-ови борци (око 60-65) и кренули у акцију.
За десет дана били су код моста Горгопотамос. У ноћи 25. новембра, у 23:00, отпочео је напад грчких партизана на италијански гарнизон.
После слабог отпора, италијански гарнизон се предао, диверзанти су поставили експлозив, ЕЛАС-ови борци обезбеђивали су прилазе мосту, заседама да спрече долазак помоћи. Мост је дигнут у ваздух у 03:00. Након тога сви су се повукли у село Виниани.
Рушење моста Горгопотамос, је поред Диверзије на погону за производњу тешке воде у Норвешкој (Рјукана), била једна од највећих герилских операција у окупираној Европи. Рушење моста омело је и стратешки изузетно значајну доставу ратног материјала немачком Ромеловом афричком корпусу, који је ишао преко Грчке, и то за више недеља и тиме помогао да се одбрани Ел Аламејн.

## Од 1942. до 1943.
Успех акције код моста Горгопотамос допринео је популарности и снажењу ЕЛАС-а. Многи сељаци из централне Грчке придружили су се ЕЛАС-у, популарности ЕЛАС-а доприносила је и парадоксална чињеница да они нису толико потпомагани од стране британаца као фаворизовани ЕДЕС. Током зиме 1942—1943. бројне ЕЛАС-ове јединице осниване су и по Тесалији и Македонији, и ускоро је читав северни планински део Грчке потпао под контролу ЕЛАС-а и других партизанских група. Организација ЕЛАС-ових војних формација, без обзира на величину јединице, била је базирана на тројци, а то су били: капетан (kapetánios) вођа јединице изабран од самих бораца, војни стручњак (stratiotikós), обично је то био бивши војни официр, он је био одговоран за тактичко планирање и војну обуку, и политички вођа (politikós), најчешће је то био члан Комунистичке партије Грчке, он је уједно био и ЕАМ-ов представник у јединици.
Вођа ЕЛАС-а Арис Велухиотис временом је постајао легенда, који је гвозденом дисциплином створио и крупније војне формације које су се могле супротставити и снажнијим
немачким и италијанским војним формацијама. Уз Ариса команданти ЕЛАС-а у то доба били су Стефанос Сарафис и Андреас Цимас (ратно име: Василис Самариниотис).
Важно је напоменути и да сеКП Грчке, после великих предратних потешкоћа и разбијања од стране диктактуре генерала Метаксаса, успела успешно реорганизовати и привући бројне нове чланове. Тако да је ЕЛАС уз њезино вођство постао највећи војни покрет отпора са око 50.000 активних бораца (150.000 са резервама), а његова политичка организација ЕАМ, највећа масовна политичка организација у грчкој историји са готово 1 500.000 чланова, и са огранцима у готово сваком грчком засеоку. Значајан догађај било је и оснивање Уједињене панхеленистичке организације младих - ЕПОН (грчки: Ενιαία Πανελλαδική Οργάνωση Νέων).

## Планинска влада
На почетку 1944, ЕАМ-ЕЛАС контролисао је већину територије Грчке, тако да је 10. марта, 1944. основао Политички комитет националног ослобођења (ПЕЕА), познатији као - Планинска влада (грчки: Κυβέρνηση του βουνού), заправо трећу грчку владу, поред оне колаборационистичке у Атини, и оне краљевске у егзилу у Каиру.
Циљеви ове владе по њиховом темељном програму били су интезивирање отпора против окупатора, за потпуно национално ослобођење, за формирање независности и територијалне целовитости земље и чишћење земље од домаћих фашиста и издајника.
ПЕЕА је изабрана од стране готово 2.000.000 грчких грађана, то је било први пут у историји Грчке да су и жене имале право гласа. Министри Планинске владе (ПЕЕА), покривали су широки спектар политичких идеја од левице до центра.

## Почетак грађанског рата
ЕЛАС је постао војно најснажнији покрет отпора, који је контролисао три петине земље 1944. и имао у својим редовима око 800 официра бивше Грчке краљевске војске.
ЕЛАС је отпочео борбу против осталих покрета отпора, а особито против паравојних формација колаборационистичке владе у Атини. Његово политичко крило ЕАМ почео је са нападима на ЕДЕС под оптужбама за колаборацију са окупаторима. Но прави разлог је био власт, ЕЛАС је био свестан ситуације да ће иза рата ЕДЕС уз помоћ Британаца обезбедити војну надмоћ. У том тренутку ЕДЕС је имао око 3 000 бораца, а ЕЛАС је имао снагу равну Грчкој националној армији. Мањи окршаји одвили су се у Епиру, гдје је ЕДЕС имао главно упориште свог покрета, касније је долазило до бизарних тријангуларних битака између ЕЛАС-а, ЕДАС-а и Немаца. Све је то навело британске агенте да преговорима наведу зараћене стране на такозвани споразум о прекиду ватре из Плаке, тај споразум је развргнут убиством вође ривалског мањег покрета отпора ЕККА - Димитриоса Псароса у до данас неразјашњеним околностима (тај догађај је и дан данас у Грчкој предмет жестоких полемика и сукоба).

## Важније ЕЛАС -ове битке
- Битка код Рика,
- Битка код Микро Хорија,
- Битка код Горгопотамоса,
- Битка код Фардикамбоса,
- Битка код Сарадапора,
- Битка код Порта,
- Освајање Касторије,
- Освајање војног аеродрома Елефсина

## Познати вође ЕЛАС-а
- Арис Велухиотис (Танасис Кларас)
- Стефанос Сарафис
- Маркос Вафијадис
- Карилаос Флоракис
- Костулас Аграфиотис (Никос Каврецос)
- Никифорос (Димитриос Димитриу)
- Периклис (Гиоргос Хулиарас)
- Танос (Фотис Мастрокостас)
- Пелопидас (Панделис Ласкос)
- Диамантис (Јанис Александру)
- Ахилеас (Ламброс Кубурас)
- Лефтерис (Леутерис Цилијанис)
- Ламброс (Спирос Бекиос)